# 厚唇大咽非鯽
厚唇大咽非鯽，為輻鰭魚綱鱸形目隆頭魚亞目慈鯛科的其中一種，被IUCN列為易危保育類動物，分布於非洲馬拉威湖流域，棲息深度125-135公尺，體長可達16.5公分，棲息在深水域，生活習性不明，可作為觀賞魚。

## 擴展閱讀
維基物種上的相關：厚唇大咽非鯽